# 檀王法林寺
檀王法林寺（だんのうほうりんじ）は、京都市左京区法林寺門前町にある浄土宗の寺院。山号は朝陽山。本尊は阿弥陀如来。正式な名称は「朝陽山 栴檀王院 無上法林寺」であるが、人徳厚かった第2世住持の團王良仙を人々が親しみを込めて「だんのうさん」と呼んだことから、当寺の呼称も檀王法林寺として定着した。琉球王国より帰国後、袋中が創建した浄土寺院の1つ。

## 歴史

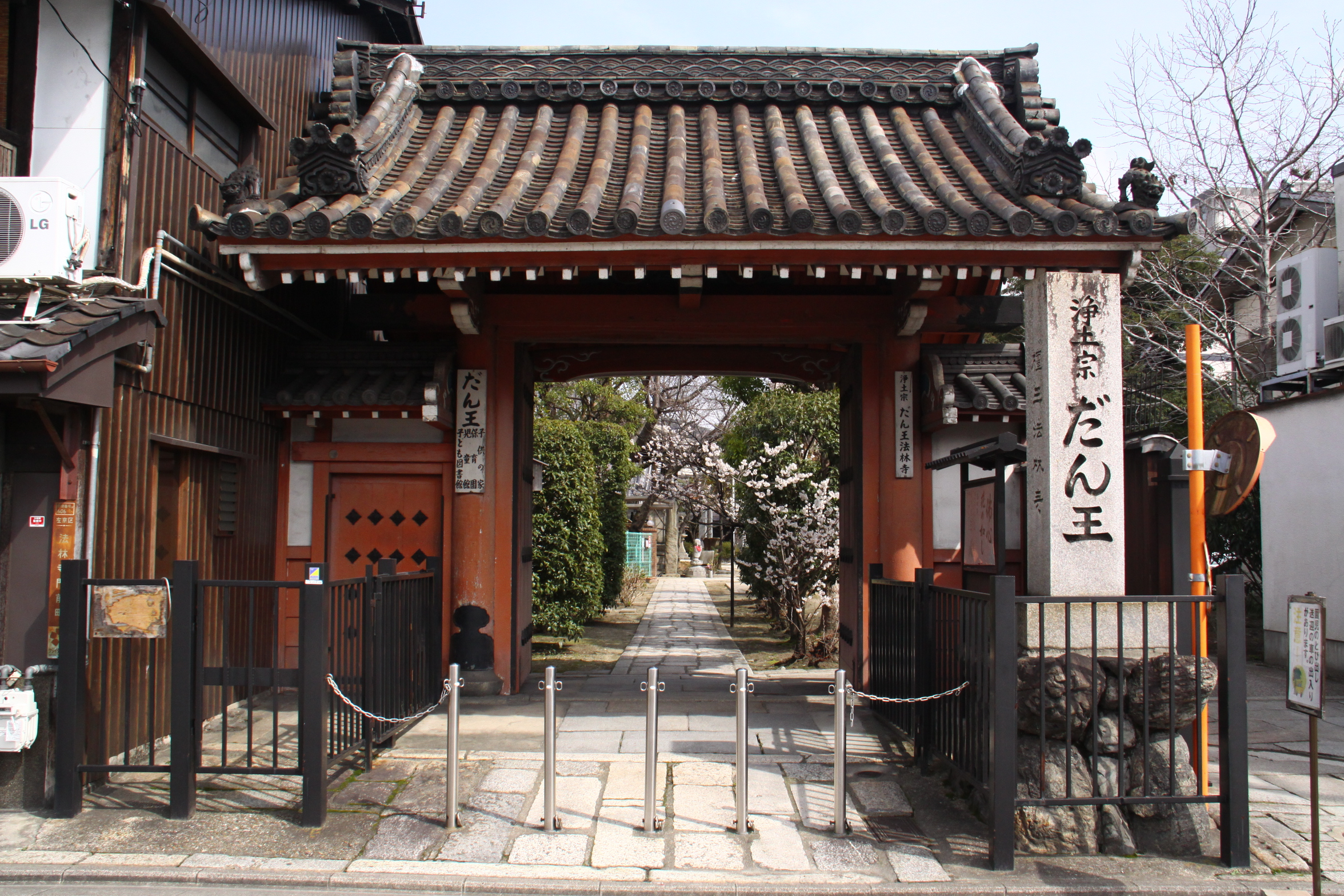
川端門。有栖川宮家の寄進により建立されたため、瓦には菊の御紋が入っている。

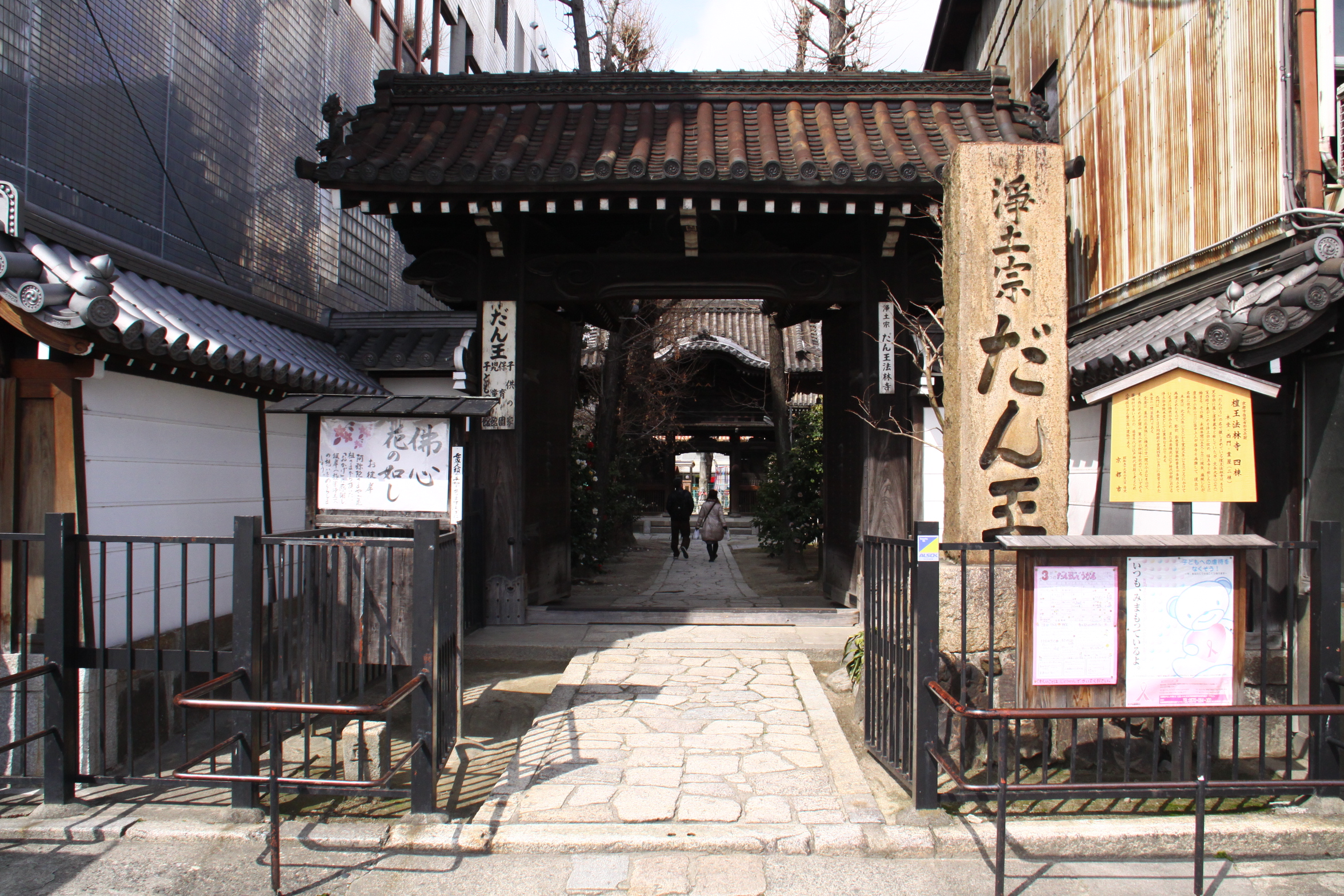
三条門。奥に見える楼門と共に建立された。門前は京都市営バスの「三条京阪前」バス停。

### 前身
当寺の前身は、浄土宗三条派祖の道光了恵上人が開創した悟真寺にあるとされる。
了恵は文永5年（1268年）に亀山天皇より帰依を受け、文永9年（1272年）勅額を賜って洛東三条に悟真寺を開き、さらに建治2年（1276年）に「朝陽山（ちょうようざん）」の山号勅額を賜ったとされるが、その所在地が何処であったのかは明確ではない。
良山上人の『黒衣相伝』に「五条大宮蓮華堂道光了恵上人」とあることや、浄蓮華院が所蔵する了恵自筆の『円頓戒譜』の奥書に、弟子の隆恵が文保元年（1317年）2月18日初更に洛陽五条坊門大宮悟真寺方丈の仏前で了恵より『円頓戒譜』を相承したとあり、『檀王法林寺 袋中上人 - 琉球と京都の架け橋 -』では、これを信ずるなら悟真寺は洛中五条坊門大宮にあったことになり、洛東三条と洛中五条の悟真寺が同一であるなら14世紀初頭に寺地の移動があったのではないかと推測している。
『檀王法林寺 袋中上人 - 琉球と京都の架け橋 -』によれば、鴨川の氾濫や応仁の乱などの戦乱を原因として、洛東三条から洛中五条に移転したとも、一時洛東三条東洞院に移転したともいわれ、移転を繰り返した後、永禄年間（1558年 - 1570年）に焼失したと伝えられるが、具体的な史実に乏しいため所在地・創建移転時期・移転の理由は正確に分かっていないのだという。

### 開山袋中と2世團王
この悟真寺の故地である洛東三条に袋中良定が新しく草創した浄土寺院が栴檀王院 無上法林寺（せんだんのういん　むじょうほうりんじ）である。この寺名は「栴檀香木の法の林に入る者は、悉く芳香に薫じられて道信者となり、菩提の種を成就する」という願いを込め付けられた。
『袋中上人絵詞伝』によれば、袋中は未渡の仏法を求めて明に渡るため慶長8年（1603年）に琉球王国に渡海し滞在していたが、大陸にわたる便船が見つからず、その間琉球で浄土念仏の教化布教を行っていた。琉球国王尚寧王にも帰依された袋中であったが、慶長11年（1606年）に尚寧王より頂いた宝物を持って帰国し、西国を経廻して伏見（現・京都市伏見区）の信者の家に身を寄せた。また、この頃伏見城代の松平定勝に拝謁して浄土宗の安心起行について聞かせたところ、松平定勝は袋中に深く帰依して師檀の契りを約している。慶長16年（1611年）袋中60歳の春、京都三条大橋あたりに住む伏見次郞兵衞が深く帰依し、この地に長く留まって欲しいと自宅裏の藪を拓いて草庵を結び袋中を迎えた。これが当寺の創始である。
この場所は中に小溝の流れがあって道俗を分へだてる清閑な所で、松平定綱より勧められた京都所司代板倉勝重もここを訪れ、袋中の道容に触れて深く渇仰している。やがて、道俗貴賤の別なく訪ねて来る人が日毎に多くなり、堀を埋めて整地するなどして堂宇を造営し、遂に寺としての威容を具えるに至った。当寺伝来の『古記録写』には、袋中が慶長16年2月8日に三条通へ面した間口1間半の土地を銀子200目で、同年2月13日には三条大橋道より北側の河原畠1反分を銀子300目で買得したと記録があり、信者から得た寄付などで寺地を少しずつ広げていった様子が窺われる。
当寺が諸堂建立や寺地拡張をおこなえた背景には、「道信者衆」と呼ばれる檀王法林寺を精神的な結節点と考える篤信者集団があったことがあげられる。檀信徒の中核となった道信者衆は、縁故を頼って法会の参加者を募るとともに、新しい信者の獲得に奔走した。また、日牌・月牌と呼ばれる位牌を本堂に祀って死者の追善をおこなう祀堂回向を執りおこない、これを取り次ぐ際の「祀堂銀」が当寺の重要な収入源となっていた。
元和5年（1619年）袋中は『法林寺什物帳』を作成し、これを住持第2世の團王良仙へ引継いで法林寺を譲り、自身は東山菊ケ谷（現・京都市東山区鷲尾町付近）に小庵「袋中庵」を結んで隠棲した。
『法林寺什物帳』の記載によれば、この時、堂舎として仏前・方丈・庫裏があったことが確認できる。翌元和6年（1620年）に入院した團王良仙は人徳厚く、袋中以上に町衆信者との交流を深めたことから、親しみを込めて「だんのうさん」と呼ばれた。これが檀王法林寺の名の由来となっている。
袋中は退院するにあたり、日供・月供の祠堂供養を怠らないことと、その供養料は必ず蓄えることを最も大切なこととして團王に引き継いだとされる。團王は袋中の教えと寺院発展の意志を受け継ぎ、信者を獲得し、さらに当寺を整備拡張していった。
元和9年（1623年）町屋4軒の敷地を宛て、柿葺きで南向き7間半（約13.63メートル）四方の本堂が建立されると共に鉄灯籠が献納された。建立された本堂には悟真寺伝来の阿弥陀如来坐像ではなく、檜物屋善左衛門が寄進した恵心僧都作と伝わる阿弥陀如来立像が本尊として安置された。この阿弥陀如来立像が現在も本尊として祀られている。また本尊脇壇には、道信者の受教より寄進された開山の袋中坐像が祀られた。さらに受教からは、寮舎一軒の寄進があった。この寮舎は、間も無く利見院と名を改め、当寺第一の塔頭として檀信徒の宿坊となった。
寛永13年（1636年）團王は、若き日の袋中も修行した下野国大澤の関東名越派本山円通寺に住持として招聘された。團王は当寺を去るにあたり、『法林寺什物帳』を住持第3世の貞龍良聖に引き継いでいる。この時、『法林寺什物帳』に「第二之什物」として追記された内容により、堂舎として仏殿（本堂）・客殿（方丈）・土蔵・庫裏があったことが確認でき、團王時代の拡張の様子が窺える。

### 幕末まで
寛永14年（1637年）に円通寺で團王が、寛永16年（1639年）に西方寺で袋中が相次いで入滅すると、道信者の受教により袋中・團王の墓碑銘を刻んだ石塔と、それを安置する御廟が境内北東に建立された。寛永20年（1643年）檀越の笹屋久甫により本堂西隣に御影堂が建立され、本尊脇壇にあった袋中坐像が安置された。
寛文6年（1666年）住持第6世の團空良什が没すると、その隠居所である良什院は弟子の心哲に引き継がれ塔頭となった。さらに同年、袋中の弟子である良覚林西により寺内塔頭として清光院が創建され、先の利見院と併せ当寺は3塔頭を有する一山寺院としての寺格を持つに至った。また、この年、霊元天皇の勅令により加茂川龍神が当寺に勧請されている。延宝5年（1677年）には本堂と御影堂の間に大仏殿が建立された。
天和2年（1682年）幼少より袋中に近仕し、後に『飯岡西方寺開山記』を著した住持第8世の東暉良閑が没し、開山依頼続いて来た袋中とその直弟子による時代は終わりを告げ、新たな師嗣関係による歴代相承が始まった。
享保15年（1730年）に住持第12世となった貞雅良妙は、元文3年（1738年）本堂再建願を奉行所に届け出て当寺の大規模な修復に着手する。しかしながら、この工事は本堂のみならず、諸堂全般に渡る大工事で、完了まで12年の歳月を要した。まず本堂は面積および高さを拡張し、北西に位置をずらして移築され、屋根も瓦葺となった。その内陣は須弥檀が拡張され、来迎柱を建てると共に極彩色の彫刻が施されている。この改築後の姿が、現在見ることができる本堂である。また庫裏も大規模な増改築がおこなわれて単層切妻造瓦葺となり、本堂の北には主夜神堂が建立された。貞雅は創建依頼の有力檀越である井筒屋河井家の出身であったことから、この大規模修復にも一族の尽力があったのではないかと『檀王法林寺 袋中上人 - 琉球と京都の架け橋 -』では考察している。また、霊元天皇の養母であった東福門院の位牌が祀られるようになり、その菩提所となっている。
明和3年（1766年）には主夜神尊に信仰の厚かった有栖川宮音仁親王の寄進により薬医門（現在の川端門）が建立された。
なお当寺では、江戸時代中期より主夜神尊のお使いであるとする右手を上げた黒猫の招き猫が作られており、信仰されていた。これは日本最古の招き猫であるという。
こうして團王上人以後も発展してきた当寺であったが、安政2年（1855年）住持第19世の貫誉趙雲は相続すべき弟子に恵まれず没し、開山袋中より続いてきた師資相承の伝統は潰えてしまった。おりしも時代は幕末を迎え、当寺もその激流に呑まれていくこととなる。

### 明治維新後
慶応4年（1868年）に出された神仏判然令は、やがて廃仏毀釈という大きな運動となり各地で寺院・仏像・仏具・経典などの破壊がおこなわれたが、当寺においても住持第21世の笑誉弁順がこの風潮の中で還俗し、百姓となってしまった。
1871年（明治4年）には免税特権の破棄を目的とした社寺上地令が出され、境内・墓地の一部を残し山林となっているような寺地の大半が国有化された。前述したように当寺は檀信徒の寄進により寺地を拡大してきたため、御朱印地のような免税特権のある寺領はなかったが、笑誉弁順の跡を継いだ幽誉玄了は京都府の牧畜勧業政策に乗り、庭園の木石を売却した跡地で豚の飼育事業をおこなって失敗し、決して広くない寺地の一部と袋中時代の梵鐘を売り払う結果となってしまった。幽誉玄了は檀家の指弾を浴び、1873年（明治6年）に逐電してしまった。このため当寺では、幽誉玄了を歴世には数えていない。幽誉玄了の逐電により無住となった当寺は、鎮西派大本山の1つ黒谷金戒光明寺が兼帯することとなった。
明治維新の混乱により寺勢の衰えてしまった当寺を再興するため、1877年（明治10年）飛騨高山の大雄寺より住持第22世として信ヶ原譲誉（譲誉玄亮）が招聘された。譲誉は檀信徒に協力を呼びかけると共に出身の大雄寺の法類にまで助力を願い出て、当寺が抱えていた借財を返済することに成功する。また長年の間に廃れていた儀式の復興に尽力し、1880年（明治13年）に了恵上人の550回忌を厳修して上人の木造を新造すると共に「派祖望西楼」の石碑を建立した。1888年（明治21年）には袋中上人の250回忌を修している。さらに散逸した寺宝の回収保護と境内伽藍の復興にも力を入れ、質入されていた「日吉山王祭礼図」と「枇杷に麝香猫図」を取り戻し、1886年（明治19年）に鐘楼堂を新築、1888年（明治21年）三条門と二層楼門を新築して楼門には大阪府堺市の興善寺から購入した四天王像を安置した。
譲誉は当寺の経済的基盤を確立するため檀信徒と協力して維持基金を設けたが、さらに備蓄を増やすため五千人講を組織した。また後継となる人材育成や檀信徒の結集を図るため、1893年（明治26年）の鴨川運河完成を機に川端通に面した境内地に10戸の借家を建築して、本坊周辺に弟子や檀家を集中させた。このように明治維新で衰微した当寺を復興した譲誉は、現在、後中興とされている。
1931年（昭和6年）境内に子供達のための「だん王日曜教園」が開設された。1937年（昭和12年）学僧として袋中の研究をおこなっていた住持第25世の信ヶ原良哉（瑞誉良哉）は沖縄県での浄土宗復興を願って「だん王別院袋中寺」を建立した。しかしながら、この袋中寺は後の1945年（昭和20年）の沖縄戦で焼失してしまう。1949年（昭和24年）信ヶ原良文（源誉良文）が住持第26世に就任すると境内に「だん王保育園」が開設された。1975年（昭和50年）焼失した袋中寺に代わり、沖縄の浄土宗教化のため那覇市小禄に「浄土宗沖縄別院袋中寺」が再建されている。

## 境内
- 本堂（京都市指定有形文化財） - 寛政3年（1750年）頃再建。
- 念仏万霊塔 - 延宝6年（1678年）建立。
- 庫裏 - 玄関の屋根には琉球ゆかりのシーサーが置かれている。
- 小方丈
- 團王上人御霊屋（京都市指定有形文化財） - 寛永16年（1639年）1月建立。
- 袋中上人御霊屋（京都市指定有形文化財） - 寛永16年（1639年）1月建立。
- 北向雲竹の墓 - 松尾芭蕉の書の師匠。
- 山口素絢の墓 - 円山応挙の弟子で、応門十哲の一人。
- 児童館・乳児室
- だん王保育園
- 観音堂 - 1937年（昭和12年）再建。
- 竜神堂 - 祭神：加茂川龍神。1986年（昭和61年）再建。かつて鴨川が氾濫した際、糺の社（現・下鴨神社）がこの地に流れ着いたので、加茂神を祀り始めたという。
- 川端門（京都市指定有形文化財） - 西音、赤門、開運門とも呼ばれる。明和3年（1766年）に有栖川宮音仁親王により建立。
- 楼門 - 1888年（明治21年）建立。南面に掛かる扁額「朝陽山」と北面に掛かる扁額「望西楼」は山階宮晃親王の筆。
- 三条門 - 1888年（明治21年）建立。

## 文化財

### 重要文化財
- 絹本著色熊野権現影向図
- 紙本金地著色日吉山王祭礼図 四曲一双 有形
- 七知経  - 天平6年（734年）聖武天皇勅願一切経。

### 京都府指定有形文化財
- 袋中上人関係資料

### 京都市指定有形文化財
- 本堂
- 西門 （川端門）
- 霊屋 2棟
- 木造阿弥陀如来坐像

## アクセス
- 京阪電気鉄道三条駅または京都市営地下鉄東西線三条京阪駅下車すぐ。

## 関連事項
- 森脇健児は檀家で、枚方市にいた時から50年以上通っている（2023年11月12日時点）。